# آرثر ويب
آرثر ويب (6 أغسطس 1868 في المملكة المتحدة - 3 ديسمبر 1952 في المملكة المتحدة) (بالإنجليزية: Arthur Webb)‏ هو لاعب كريكت بريطاني وبريطاني (وحمل سابقاً جنسية المملكة المتحدة لبريطانيا العظمى وأيرلندا). لعب مع نادي مقاطعة غلاموركن للكريكت ‏ ونادي مقاطعة هامبشاير للكريكت ‏.

## وصلات خارجية
- آرثر ويب على موقع إي آس بي آن كريك إنفو (الإنجليزية)